# Саратов
Саратов (рус. Саратов) град је у Русији и административни центар Саратовске области. Важна је лука на реци Волги. Према попису становништва из 2010. у граду је живело 837.831 становника. Поред Руса, у граду живе многи Татари, Украјинци, Јевреји и Немци.

## Географија

### Клима
| Клима Саратова              | Клима Саратова | Клима Саратова | Клима Саратова | Клима Саратова | Клима Саратова | Клима Саратова | Клима Саратова | Клима Саратова | Клима Саратова | Клима Саратова | Клима Саратова | Клима Саратова | Клима Саратова |
| Показатељ \ Месец           | .Јан.          | .Феб.          | .Мар.          | .Апр.          | .Мај.          | .Јун.          | .Јул.          | .Авг.          | .Сеп.          | .Окт.          | .Нов.          | .Дец.          | .Год.          |
| --------------------------- | -------------- | -------------- | -------------- | -------------- | -------------- | -------------- | -------------- | -------------- | -------------- | -------------- | -------------- | -------------- | -------------- |
| Апсолутни максимум, °C (°F) | 8,1 (46,6)     | 7,3 (45,1)     | 17,0 (62,6)    | 31,1 (88)      | 34,0 (93,2)    | 39,5 (103,1)   | 40,8 (105,4)   | 40,9 (105,6)   | 37,9 (100,2)   | 25,1 (77,2)    | 16,1 (61)      | 11,7 (53,1)    | 40,9 (105,6)   |
| Средњи максимум, °C (°F)    | −4,8 (23,4)    | −4,7 (23,5)    | 1,1 (34)       | 13,3 (55,9)    | 21,5 (70,7)    | 26,2 (79,2)    | 28,2 (82,8)    | 26,6 (79,9)    | 19,8 (67,6)    | 11,1 (52)      | 1,6 (34,9)     | −3,6 (25,5)    | 11,4 (52,5)    |
| Просек, °C (°F)             | −7,8 (18)      | −8,1 (17,4)    | −2,5 (27,5)    | 8,1 (46,6)     | 15,7 (60,3)    | 20,3 (68,5)    | 22,4 (72,3)    | 20,6 (69,1)    | 14,3 (57,7)    | 7,0 (44,6)     | −1,1 (30)      | −6,4 (20,5)    | 6,9 (44,4)     |
| Средњи минимум, °C (°F)     | −10,6 (12,9)   | −11,1 (12)     | −5,6 (21,9)    | 3,7 (38,7)     | 10,4 (50,7)    | 15,1 (59,2)    | 17,2 (63)      | 15,5 (59,9)    | 9,9 (49,8)     | 3,7 (38,7)     | −3,3 (26,1)    | −8,9 (16)      | 3,0 (37,4)     |
| Апсолутни минимум, °C (°F)  | −37,3 (−35,1)  | −34,8 (−30,6)  | −26,8 (−16,2)  | −17,8 (0)      | −3,8 (25,2)    | 2,2 (36)       | 6,4 (43,5)     | 4,3 (39,7)     | −2,9 (26,8)    | −12,6 (9,3)    | −24,7 (−12,5)  | −33,4 (−28,1)  | −37,3 (−35,1)  |
| Количина падавина, mm (in)  | 41 (16,1)      | 34 (13,4)      | 31 (12,2)      | 31 (12,2)      | 35 (13,8)      | 50 (19,7)      | 49 (19,3)      | 31 (12,2)      | 49 (19,3)      | 37 (14,6)      | 46 (18,1)      | 42 (16,5)      | 476 (187,4)    |
| Извор: Погода и климат      |                |                |                |                |                |                |                |                |                |                |                |                |                |

## Историја
Верује се да је се на месту данашњег Саратова налазио древни скитски град Гелонус, најсевернија старогрчка колонија. Овај град помиње Херодот, и тврди да су га 512. п. н. е. спалиле војске персијског цара Дарија I.
На месту данашњег Саратова у 13. веку се налазио главни град Златне хорде, монголске државе у источној Европи и западном Сибиру.
Руски цар Фјодор I је изградио више насеља која би штитила границе Царства. Током лета 1586. изграђена је тврђава Самара. Године 1589, настала је тврђава Царицин (касније позната као Стаљинград, данас Волгоград) на месту где су реке Волга и Дон најближе. Саратов је изграђен 1590. на пола пута између Самаре и Царицина, по предлогу војводе Григорија Засекина. Годину дана раније град је изграђен од дрвета узводно уз Волгу, а у пролеће размонтиран и премештен на садашње место.
Име Саратов потиче од турских речи Saryk Atov, што значи „соколово острво“. Алтернативна варијанта је Сары Тау, што би на татарском значило „жута планина“.
Саратов је постао важна лука у 19. веку, док се индустрија развила после изградње пруге ка Москви 1870. Почетком 20. века Саратов је био по величини трећи град Русије.
Историју Саратова су снажно обележили локални Волшки Немци. До 1941. град са друге стране Волге, Покровск (данас Енгељс), био је главни град Аутономне немачке републике. Индустријалци, научници и музичари из немачке заједнице су основали универзитет и конзерваторијум у Саратову. По избијању Другог светског рата, Волшки Немци су углавном расељени из области Саратова, а после 1980. многи су емигрирали у Немачку.
У време Совјетског Савеза све до 1991, Саратов је био затворени град у који странци нису имали приступ. Ово је био важан центар за производњу војних авиона, дом првог космонаута Јурија Гагарина, и кључна база за развој совјетског космичког програма.
Данас је Саратов важан индустријски, научни, културни и образовни центар Русије.

## Становништво
Према прелиминарним подацима са пописа, у граду је 2010. живело 837.831 становника, 35.224 (4,03%) мање него 2002.
| 1939.   | 1959.   | 1970.   | 1979.   | 1989.   | 2002.   | 2010.   |
| ------- | ------- | ------- | ------- | ------- | ------- | ------- |
| 372.002 | 584.092 | 757.330 | 855.702 | 904.643 | 873.055 | 837.900 |

## Партнерски градови
- Далас
- Чапел Хил